# Lac de la Vierre
Le lac de la Vierre est un lac de barrage situé au sud du village belge de Suxy (commune de Chiny) en province de Luxembourg (Belgique). Situé au cœur de la forêt de Suxy le barrage retient les eaux de la Vierre, un affluent de la Semois. 
Sa superficie est de 35 ha. Le lac retient 1,5 million de m3 d'eau. Le barrage de la Vierre, construit dans les années 1960, fait 134 mètres de long et est haut de 12 mètres. Il alimente une centrale hydro-électrique situé sur les bords de la Semois près du village de Chiny. Cette centrale, se trouve 23 mètres en dessous du niveau du barrage et est alimentée par une galerie souterraine longue de 827 mètres à travers la colline séparant les deux rivières. La pêche est possible.